# Sceloporus
Sceloporus (колюча ігуана, парканна ігуана) — рід ігуаноподібних ящірок родини фриносомових (Phrynosomatidae). Представники цього роду мешкають в Північній Америці.

## Опис

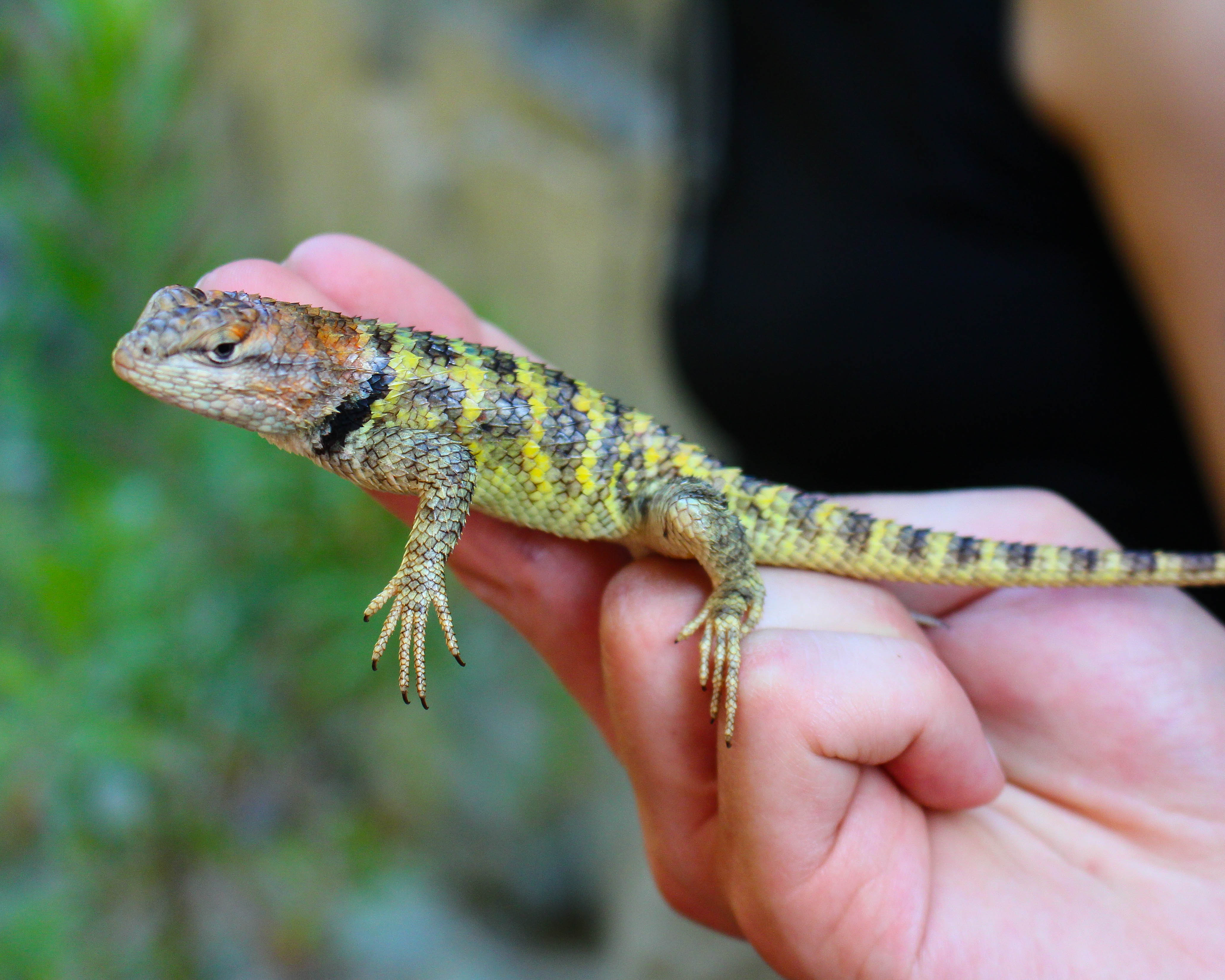
Жовтоспинна колюча ігуана, Sceloporus uniformis

Колючі ігуани — це ящірки середнього розміру, довжина яких (враховуючи хвіст) становить 30-50 см. Голова у них широка, сплющена, розширюється ззаду, тулуб кремезний, циліндричної форми, кінцівки короткі та міцні, хвіст на кінці поступово тоншає. Задні лапи є довші за передні й закінчуються довгими пазуристими пальцями, що робить цих ящірок вправними альпіністами. Тіло вкрите характерними кілеподібними лусками з шипами, особливо великими є шипи на хвості. Забарвлення переважно яскраво-коричневе або бронзове. На спині та боках є поперечні й поздовжні смуги та лінії, які можуть змінювати колір. Колючим ігуанам притаманний статевий диморфізм: самці мають більш яскраве забарвлення, ніж самиці.
Колючі ігуани поширені в США, Мексиці і Центральній Америці, від Нью-Йорка і Вашингтона до Панами. Найбільше різноманіття цих ящірок спостерігається в Мексиці. Вони живуть в різноманітних природних середовищах: переважно в кам'янистих місцевостях, а також в пустелях і напівпустелях, в сухих чагарникових заростях та у відносно вологих соснових і хмарних лісах, на висоті до 3800 м над рівнем моря. Часто колючих ігуан можна побачити, коли вони відпочивають на огорожах або парканах, звідки походить одна з їх назв.
Колючі ігуани ведуть переважно наземний спосіб життя, однак деякі види, такі як Sceloporus malachiticus, також зустрічаються на гілках дерев, а інші, такі як Sceloporus magister — у самостійно виритих норах. Це яйцеживородні ящірки, хоча деякі види є живородними. Вони живляться переважно комахами, зокрема мурахами, жуками, кониками, цвіркунами тощо, а також павуками, дрібними ящірками, рідше плодами та квітами. При загрозі колючі ігуани швидко втікають, шукаючи безпечного місця в тріщинах серед скель, в покинутих норах гризунів, серед чагарників або під пнями. При зустрічі з іншими ящірками вони сильно і швидко хитають головою зі сторони в сторону, водночас присідаючи на передні лапи. Частота хитань у різних видів відмінна.
Як і більшість інших ігуан, колючі ігуани впадають в сплячку, час якої залежить від клімату. Сезон розмноження у них триває з весни до літа. За цей час вони відкладають одну або кілька кладок. Самиці викопують в пухкому ґрунті заглибину, куди відкладають до 20 яєць, після чого її закопують.

## Види
Рід Sceloporus нараховує 117 видів:
- Sceloporus acanthinus Bocourt, 1873
- Sceloporus adleri H.M. Smith & Savitzky, 1974
- Sceloporus aeneus Wiegmann, 1828
- Sceloporus albiventris H.M. Smith, 1939
- Sceloporus anahuacus Lara-Góngora, 1983
- Sceloporus angustus (Dickerson, 1919)
- Sceloporus arenicolus Degenhardt & K.L. Jones, 1972
- Sceloporus asper Boulenger, 1897
- Sceloporus aurantius Grummer & Bryson, 2014[4]
- Sceloporus aureolus H.M. Smith, 1942
- Sceloporus becki Van Denburgh, 1905
- Sceloporus bicanthalis H.M. Smith, 1937
- Sceloporus bimaculosus Phelan & Brattstrom, 1955
- Sceloporus binocularis Dunn, 1936
- Sceloporus brownorum H.M. Smith et al., 1997
- Sceloporus bulleri Boulenger, 1895
- Sceloporus caeruleus H.M. Smith, 1936
- Sceloporus carinatus H.M. Smith, 1936
- Sceloporus cautus H.M. Smith, 1938
- Sceloporus chaneyi Liner & Dixon, 1992
- Sceloporus chrysostictus Cope, 1866
- Sceloporus clarkii Baird & Girard, 1852
- Sceloporus consobrinus Baird & Girard, 1854
- Sceloporus couchii Baird, 1859
- Sceloporus cowlesi Lowe & Norris, 1956
- Sceloporus cozumelae J.P. Jones, 1927
- Sceloporus cryptus H.M. Smith & Lynch, 1967
- Sceloporus cupreus Bocourt, 1873
- Sceloporus cyanogenys Cope, 1885
- Sceloporus cyanostictus R.W. Axtell & C.A. Axtell, 1971
- Sceloporus dixoni Bryson & Grummer, 2021
- Sceloporus druckercolini Pérez-Ramos & Saldaña-de La Riva, 2008
- Sceloporus dugesii Bocourt, 1874
- Sceloporus edbelli H.M. Smith, Chiszar & Lemos-Espinal, 2003
- Sceloporus edwardtaylori H.M. Smith, 1936
- Sceloporus esperanzae McCranie, 2018
- Sceloporus exsul Dixon, Ketchersid & Lieb, 1972
- Sceloporus formosus Wiegmann, 1834
- Sceloporus gadoviae Boulenger, 1905
- Sceloporus gadsdeni Castañeda-Gaytán & Díaz-Cárdenas, 2017
- Sceloporus goldmani H.M. Smith, 1937
- Sceloporus graciosus Baird & Girard, 1852
- Sceloporus grammicus Wiegmann, 1828
- Sceloporus grandaevus (Dickerson, 1919)
- Sceloporus halli Dasmann & H.M. Smith, 1974
- Sceloporus hesperus Bryson & Grummer, 2021
- Sceloporus heterolepis Boulenger, 1895
- Sceloporus hondurensis McCranie, 2018
- Sceloporus horridus Wiegmann, 1834
- Sceloporus huichol Flores-Villela, Smith, Campillo-Garcia, Martinez-Mendez, & Campbell, 2022
- Sceloporus hunsakeri Hall & H.M. Smith, 1979
- Sceloporus insignis Webb, 1967
- Sceloporus internasalis H.M. Smith & Bumzahem, 1955
- Sceloporus jalapae Günther, 1890
- Sceloporus jarrovii Cope, 1875
- Sceloporus lemosespinali Lara-Góngora, 2004
- Sceloporus licki Van Denburgh, 1895
- Sceloporus lineatulus Dickerson, 1919
- Sceloporus lunae Bocourt, 1873
- Sceloporus lundelli H.M. Smith, 1939
- Sceloporus macdougalli H.M. Smith & Bumzahem, 1953
- Sceloporus maculosus H.M. Smith, 1934
- Sceloporus madrensis Olson, 1986
- Sceloporus magister Hallowell, 1854
- Sceloporus malachiticus Cope, 1864
- Sceloporus marmoratus Hallowell, 1852
- Sceloporus megalepidurus H.M. Smith, 1934
- Sceloporus melanogaster Cope, 1885
- Sceloporus melanorhinus Bocourt, 1876
- Sceloporus merriami Stejneger, 1904
- Sceloporus mikeprestoni H.M. Smith & Alvarez, 1974
- Sceloporus minor Cope, 1885
- Sceloporus mucronatus Cope, 1885
- Sceloporus nelsoni Cochran, 1923
- Sceloporus oberon H.M. Smith & B.C. Brown, 1941
- Sceloporus occidentalis Baird & Girard, 1852
- Sceloporus ochoterenae H.M. Smith, 1934
- Sceloporus olivaceus H.M. Smith, 1934
- Sceloporus olloporus H.M. Smith, 1937
- Sceloporus omiltemanus Günther, 1890
- Sceloporus orcutti Stejneger, 1893
- Sceloporus ornatus Baird, 1859
- Sceloporus palaciosi Lara-Góngora, 1983
- Sceloporus parvus H.M. Smith, 1934
- Sceloporus poinsettii Baird & Girard, 1852
- Sceloporus pyrocephalus Cope, 1864
- Sceloporus salvini Günther, 1890
- Sceloporus samcolemani H.M. Smith & Hall, 1974
- Sceloporus scalaris Wiegmann, 1828
- Sceloporus schmidti Jones, 1927
- Sceloporus scitulus Smith, 1942
- Sceloporus serrifer Cope, 1866
- Sceloporus shannonorum Langebartel, 1959
- Sceloporus siniferus Cope, 1870
- Sceloporus slevini H.M. Smith, 1937
- Sceloporus smaragdinus Bocourt, 1873
- Sceloporus smithi Hartweg & J.A. Oliver, 1937
- Sceloporus spinosus Wiegmann, 1828
- Sceloporus squamosus Bocourt, 1874
- Sceloporus stejnegeri H.M. Smith, 1942
- Sceloporus subniger Poglayen & H.M. Smith, 1958
- Sceloporus subpictus J.D. Lynch & H.M. Smith, 1965
- Sceloporus sugillatus H.M. Smith, 1942
- Sceloporus taeniocnemis Cope, 1885
- Sceloporus tanneri H.M. Smith & Larsen, 1975
- Sceloporus teapensis Günther, 1890
- Sceloporus torquatus Wiegmann, 1828
- Sceloporus tristichus Cope, 1875
- Sceloporus undulatus (Bosc & Daudin, 1801)
- Sceloporus unicanthalis H.M. Smith, 1937
- Sceloporus uniformis Phelan & Brattstrom, 1955
- Sceloporus utiformis Cope, 1864
- Sceloporus vandenburgianus Cope, 1896
- Sceloporus variabilis Wiegmann, 1834
- Sceloporus virgatus H.M. Smith, 1938
- Sceloporus woodi Stejneger, 1918
- Sceloporus zosteromus Cope, 1863

## Етимологія
Наукова назва роду Pelturagonia походить від сполучення слів дав.-гр. σκελος — нога і πορος — дірка, отвір.